# Justo Mullor García

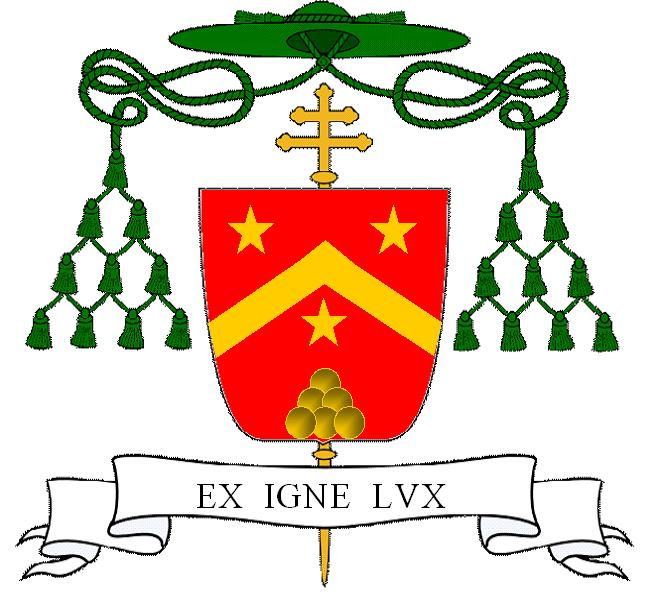
Erzbischofswappen

Justo Mullor García (* 8. Mai 1932 in Los Villares, Provinz Jaén, Spanien; † 30. Dezember 2016 in Rom) war ein spanischer Geistlicher, römisch-katholischer Erzbischof und Präsident der Päpstlichen Diplomatenakademie.

## Leben
Nach dem frühen Tod des Vaters zog Justo Mullor García mit seiner Mutter nach Almería, wo er nach dem Abitur in das dort ansässige Priesterseminar des Bistums eintrat. Nach seiner Priesterweihe am 8. Dezember 1954 durch Antonio Kardinal Samorè war er zunächst einige Jahre in der Gemeindeseelsorge tätig, bevor ihn sein Bischof im Jahr 1957 nach Rom schickte, wo er als Alumne des Päpstlichen Spanischen Kollegs St. Joseph zu weiterführenden Studien die Päpstliche Universität Gregoriana besuchte. Gleichzeitig nahm er seine diplomatische Ausbildung an der Päpstlichen Diplomatenakademie auf.
Während des Zweiten Vatikanischen Konzils (1962–1965) und in den Jahren danach im Päpstlichen Staatssekretariat tätig, war er von 1967 bis 1970 Nuntiatursekretär in Brüssel, anschließend von 1970 bis 1975 in Lissabon. Im Jahr 1975 wurde er zum Ständigen Beobachter des Heiligen Stuhls beim Europarat in Straßburg ernannt.
Papst Johannes Paul II. ernannte Justo Mullor García am 21. März 1979 zum Titularerzbischof von Emerita Augusta. Einen Tag später, am 22. März 1979, erfolgte seine Ernennung zum Apostolischen Nuntius an der Elfenbeinküste. Gleichzeitig war er außerdem tätig als Pro-Nuntius in Obervolta, ernannt am 2. Mai 1979, und Pro-Nuntius im Niger, ernannt am 25. August 1979. Die Bischofsweihe spendete ihm Papst Johannes Paul II. am 27. Mai 1979 in Rom; Mitkonsekratoren waren der damalige Sekretär der Kongregation für die Evangelisierung der Völker, Kurienerzbischof Duraisamy Simon Lourdusamy, und der damalige Offizial im Staatssekretariat, Kurienerzbischof Eduardo Martínez Somalo.
Nachdem er fast sechs Jahre in Afrika verbracht hatte, ernannte ihn der Papst am 3. Mai 1985 zum Ständigen Vertreter des Heiligen Stuhls bei den Vereinten Nationen in Genf. Seinen Dienst dort versah er nicht nur als Repräsentant des Papstes, sondern, wie er mehrfach erklärte, vor allem auch als Anwalt der armen Nationen, welche sich keinen ständigen Vertreter in Genf leisten konnten. Unvergessen ist auch sein Einsatz für die Baltischen Staaten im Jahr 1991, als er nach den Januarereignissen in Litauen 1991 (13. Januar 1991) in einer Rede vor der Vollversammlung öffentlich die Unabhängigkeit von Estland, Lettland und Litauen forderte, die seit 1940 von der Sowjetunion annektiert waren. Der Heilige Stuhl, dem es in dieser Zeit nicht möglich war, die Bischofssitze dort zu besetzen, hatte immer von einer sedisvacantia rerum politicarum causa, also einer „Sedisvakanz aus politischen Gründen“ gesprochen. Damit wird auch deutlich, dass die katholische Kirche die Annexion der Baltischen Staaten durch die Sowjetunion niemals anerkannt hat.
Am 30. November 1991 wurde Justo Mullor García zum Apostolischen Nuntius in Estland, Lettland und Litauen ernannt, wobei er der erste Botschafter war, der sein Beglaubigungsschreiben dem Staatspräsidenten der jetzt wieder unabhängigen Republik Litauen überreichte. Zusätzlich zu seinen Aufgaben als Nuntius wurde er am 15. April 1992 auch Apostolischer Administrator für Estland in Tallinn / Reval. Seit der Verhaftung (27. Juni 1941) und des Todes (22. Februar 1942) von Erzbischof Eduard Profittlich SJ war mit Justo Mullor García wieder die Jurisdiktion über die Apostolische Administratur hergestellt. Mit großem Engagement begleitete er den Wiederaufbau der Katholischen Kirche im Baltikum, welche mehr als vierzig Jahre unter der Sowjetherrschaft gelitten hatte. Einer der Höhepunkte seiner Tätigkeit in den baltischen Staaten war dabei der Besuch von Papst Johannes Paul II. in Litauen, Lettland und Estland vom 4. bis zum 10. September 1993.
Am 2. April 1997 wurde Justo Mullor García, seit dem 28. Juni 1994 transferiert auf das Titularbistum Volsinium, zum Apostolischen Nuntius in Mexiko ernannt. Diese Ernennung erfolgte zu einer politisch und diplomatisch schwierigen Zeit auf dem Höhepunkt des Konflikts in Chiapas, einem der ärmsten Bundesstaaten Mexikos, wo die Zapatisten, die sich in der EZLN (Ejército Zapatista de Liberación Nacional) zusammengeschlossen hatten, für die Rechte und die Entwicklung der indigenen Bevölkerung und gegen die Folgen der Globalisierung kämpften. Neben seinem Engagement für die Armen und Schwachen in Mexiko, bemühte sich Justo Mullor García in den drei Jahren seiner Tätigkeit vor allem auch um die Normalisierung der Beziehungen zwischen Mexiko und dem Heiligen Stuhl, ohne dabei jedoch die schwierige Situation der Menschen in diesem Land aus dem Auge zu verlieren.
Nach knapp drei Jahren in Mexiko, am 11. Februar 2000, wurde Justo Mullor García zum Präsidenten der Päpstlichen Diplomatenakademie ernannt. Dieses Amt bekleidete er bis zu seiner Emeritierung, die am 13. Oktober 2007 erfolgte.